# Lampasas
Lampasas é uma cidade localizada no estado norte-americano de Texas, no Condado de Lampasas.

## Demografia
Segundo o censo norte-americano de 2000, a sua população era de 6786 habitantes.
Em 2006, foi estimada uma população de 7828, um aumento de 1042 (15.4%).

## Geografia
De acordo com o United States Census Bureau tem uma área de
16,1 km², dos quais 16,0 km² cobertos por terra e 0,1 km² cobertos por água. Lampasas localiza-se a aproximadamente 313 m acima do nível do mar.

## Localidades na vizinhança
O diagrama seguinte representa as localidades num raio de 36 km ao redor de Lampasas.